# Панагија
Панагија (грч. παναγία, ж. од παναγίος, παν- + αγίος — „свесвета”, „најсветија”) или енколпион (грч. ἐγκόλπιον — „напрсник”, „(што је) на грудима”)  представља део епископске одежде. To је мала иконица, углавном кружног облика, израђена од емајла, сребра и злата на коме је представљена (на унутрашњој страни) Богородица са малим Христом на рукама, а на другој страни Исус Христос или Света Тројица у виду три анђела - као Гостољубље Аврамово. Раније израђивана у облику диптиха.
Панагију носи епископ на прсима, као стално подсећање на свој дуг да носи у срцу своме Господа и да се поузда у заступништво Пресвете Мајке Његове.